# کانادین دایمنشن
کانادین دایمنشن یک مجله چپ کانادایی است که در سال ۱۹۶۳ توسط سی گ اونیک تأسیس شد و در وینیپگ، منیتوبا منتشر شد. در سال ۲۰۱۹، کانادین دایمنشن به یک نشریه دیجیتال تبدیل شد «به عنوان سکوی پرشی برای نقشی پر جنب و جوش در تجدید حیات تفکر و سازماندهی سوسیالیستی رادیکال قرن بیست و یکم.»

## تاریخچه
این مجله در سال ۱۹۶۳ توسط سی گ اونیک ایجاد شد و گروهی مسئولیت سردبیری آن را در سال ۱۹۷۵ بر عهده گرفت. این مجله در طول ۵۶ سال چاپ خود، توسط یک گروه تحریریه متشکل از ۳۰ نویسنده و فعال از شهرهای بزرگ در سراسر کانادا اداره می‌شد. در سال ۲۰۱۹ با آمدن گ اونیک و کسب سردبیری و ناشر هماهنگ کننده این مجله، هریسون سام فیر، نویسنده و ویراستار که قبلاً به عنوان سردبیر وب مجله و ناشر وابسته به آن  بود، به عنوان سردبیر کانادین دایمنشن منصوب شد.
کانادین دایمنشن یک انجمن برای بحث در مورد موضوعاتی مانند سوسیالیسم در مقابل سوسیال دموکراسی ایجاد کرد که شامل مقالات تحلیلی عمیق، نظرات، و نوشته‌های فعال از سراسر کانادا و فراتر از آن، و همچنین نقد انتقادی کتاب ها و فیلم ها را انجام می‌دهد.